# Aucán Huilcamán
Aucán Huilcamán Paillama (Lumaco, 31 de enero de 1965) es un activista mapuche de Chile. Actualmente es werkén (vocero) del Consejo de Todas las Tierras.

## Biografía

### Juventud y werkén de Admapu
Nació en la comunidad mapuche Collimque, en la comuna de Lumaco, provincia de Malleco. Su padre fue José Luis Huilcamán, lonco de Collinque fallecido en 2005, y su madre fue Claudina Paillama, fallecida en 2003. Estudió en la Escuela Gabriel Mistral.
Durante la Dictadura Militar en Chile (1973-1989) —liderada por Augusto Pinochet— fue testigo de violaciones a los derechos humanos cometidas en contra de comuneros mapuches, entre ellos su padre. A fines de la década de 1980, fue dirigente de la organización ADMAPU, entidad fundada por su padre en 1979, donde ejerció como werkén.

### Werkén del Consejo de Todas las Tierras

Bandera mapuche creada por Huilcamán y el Consejo de Todas las Tierras en 1992.

En 1990 fue uno de los fundadores del Consejo de Todas las Tierras (Aukiñ Wallmapu Ngulam), del cual asumió como werkén permanente, representando a la organización y al pueblo mapuche en instancias internacionales como la Organización de las Naciones Unidas (ONU) y la Organización de los Estados Americanos (OEA).
Estudió tres años de derecho en la Universidad Autónoma del Sur, en Temuco; sin embargo, debió congelar sus estudios en 1992. Durante ese año el Consejo de Todas las Tierras llevó a cabo una serie de protestas y manifestaciones en el marco del V Centenario del Descubrimiento de América, las que incluyeron la creación de la actual bandera mapuche, la recuperación de tierras y la formación de un «parlamento mapuche», siendo por esto último acusado y condenado junto con otros 140 comuneros mapuches de participar en una asociación ilícita, según sentencia de primera instancia del 11 de marzo de 1993, confirmada por la Corte de Apelaciones de Temuco el 6 de septiembre de 1994, y que fue objeto de un recurso de reposición rechazado por la Corte Suprema el 27 de marzo de 1996.
Tras dicha decisión de la justicia chilena, en septiembre de 1996 Huilcamán presentó una petición ante la Comisión Interamericana de Derechos Humanos (CIDH), denunciando una «injusta persecución judicial» y violación de los derechos humanos a los procesados por parte del Estado chileno, caso que fue caratulado Aucan Huilcamán y otros v. Chile. La petición fue admitida por la CIDH en su informe del 27 de febrero de 2002.
Tras realizar estudios sobre derecho internacional humanitario en Roma y Ginebra, trabajó en la ONU entre 1993 y 1999. A inicios de 2001, integró la Comisión Verdad Histórica y Nuevo Trato convocada por el presidente Ricardo Lagos, creada con el fin de asesorar al gobierno en cuanto a una política relacionada con los pueblos indígenas, la cual entregó un informe a Lagos el 28 de octubre de 2003.

### Candidatura presidencial y actividades posteriores

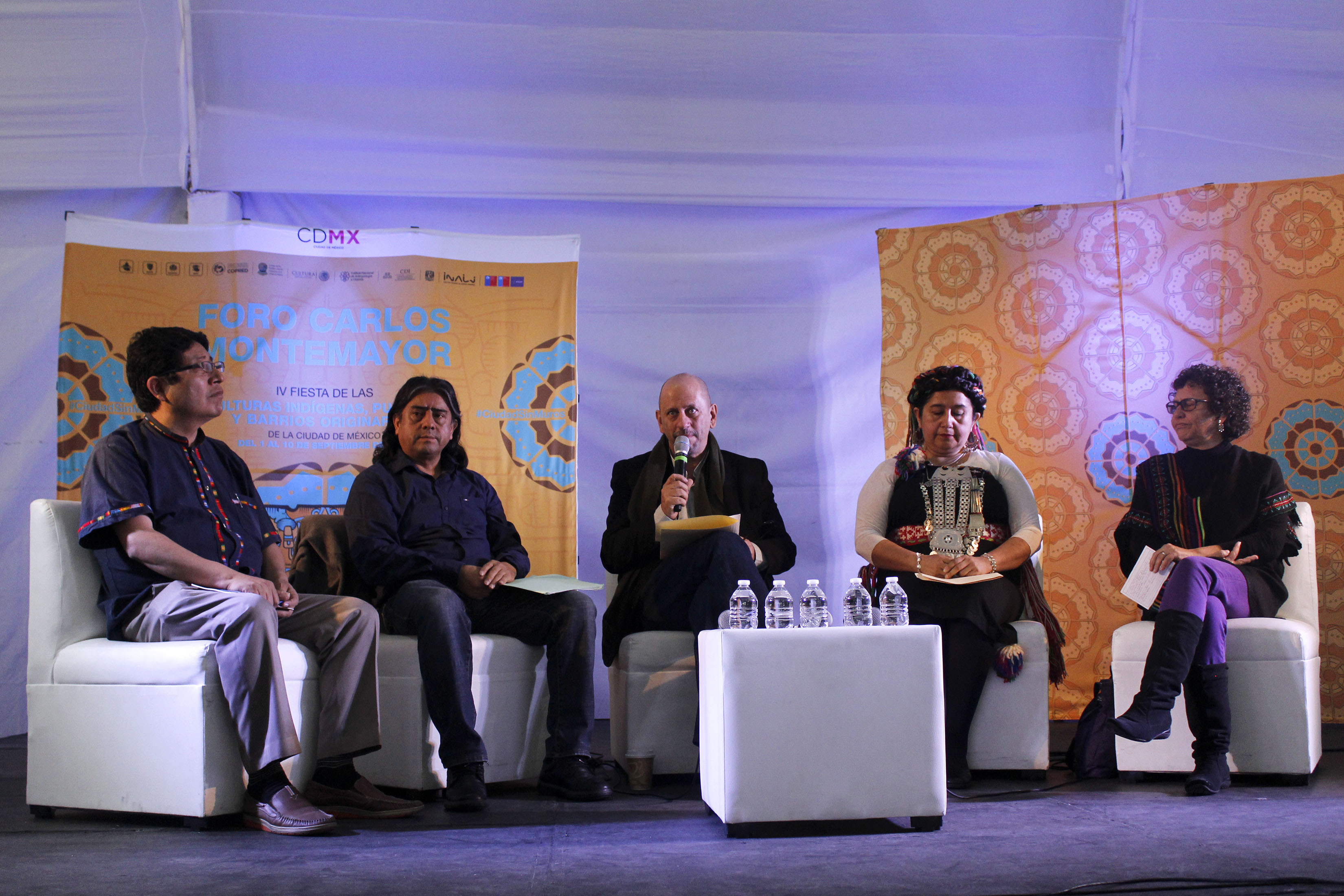
Huilcamán (segundo de izquierda a derecha) como expositor en la IV Fiesta de las Culturas Indígenas, Pueblos y Barrios Originarios de la Ciudad de México (2017).

En 2005 recuperó sus derechos políticos e intentó ser candidato a la presidencia de la República en la elección presidencial de ese año, apoyado por el movimiento Red Indígena y Popular. No obstante, su inscripción como candidato fue rechazada en septiembre por el Servicio Electoral puesto que no cumplía con el requerimiento legal mínimo de firmas acreditadas ante notario para una candidatura independiente. El gobierno presentó un proyecto de ley para ampliar el plazo de inscripción de candidaturas —conocida como «Ley Huilcamán»— pero su trámite fracasó en la Cámara de Diputados.
Retomó sus estudios de derecho en 2008 y egresó en 2012. En 2013 fue uno de los principales dirigentes mapuches del «Pacto Mapuche por la Autodeterminación» que organizó dos encuentros en el Cerro Ñielol. Fue nominado al Premio Nacional de los Derechos Humanos en 2016.
En 2017 anunció la futura creación de un «gobierno mapuche autónomo», y fue candidato a senador por la Araucanía en las elecciones parlamentarias de noviembre de ese año, en representación del Frente Amplio, sin embargo no resultó elegido. En 2019 exigió un control basado en la etnia de quienes deberían poder entrar en la zona en conflicto y además pidió «una consulta para impedir el ingreso de personas foráneas en regiones que habitan mapuches».

## Historial electoral
| Año  | Tipo                      | Territorio              | Pacto               | Partido   | Votos  | %     | Resultado |
| ---- | ------------------------- | ----------------------- | ------------------- | --------- | ------ | ----- | --------- |
| 2017 | Parlamentarias a senador  | Circunscripción 11      | Frente Amplio       | IND-PH    | 11 789 | 3.5   | No electo |
| 2021 | Regionales a gobernador   | La Araucanía            | Igualdad para Chile | Ind.      | 35 183 | 11.58 | No electo |
| 2021 | Parlamentarias a diputado | 23.º distrito electoral | Dignidad Ahora      | IND-IGUAL | 6 126  | 2.54  | No electo |